# Грижина (Любуське воєводство)
Грижина (пол. Gryżyna) — село в Польщі, у гміні Битниця Кросненського повіту Любуського воєводства.
Населення — 141 особа (2011).
У 1975-1998 роках село належало до Зеленогурського воєводства.

## Демографія
Демографічна структура станом на 31 березня 2011 року:
|          | Загалом | Допрацездатний вік | Працездатний вік | Постпрацездатний вік |
| -------- | ------- | ------------------ | ---------------- | -------------------- |
| Чоловіки | 72      | 11                 | 51               | 10                   |
| Жінки    | 69      | 9                  | 46               | 14                   |
| Разом    | 141     | 20                 | 97               | 24                   |